# Abya Yala
Cet article concerne la notion d'Abya Yala pour désigner l'Amérique. Pour la maison d'édition Abya Yala, voir Abya Yala (maison d'édition).
Le nom d'Abya Yala, signifiant « terre dans sa pleine maturité », ou « terre généreuse », désigne l'ensemble du territoire américain avant la colonisation européenne. Il est proposé en 1992 par un collectif d'autochtones d'Amérique à l'occasion du 500e anniversaire du voyage de Christophe Colomb et provient d'une terminologie employée par les Kunas depuis le XVe siècle. Le terme est de plus en plus employé au sein des peuples autochtones et construit un sentiment d'unité et d'appartenance.

## Historique
Lors d'un sommet tenu entre plusieurs représentants de peuples autochtones d'Amérique à l'occasion du 500e anniversaire du voyage de Christophe Colomb en 1492, le terme d'Abya Yala est proposé pour désigner géographiquement l'ensemble du continent Américain avant sa colonisation. L'expression Abya Yala vient de la langue des Kunas, qui utilisent cette expression pour nommer les territoires qu'ils occupent et leurs alentours : originaires du bassin du rio Atrato en Colombie, les Kunas se sont déplacés entre le XVe et le XVIIIe siècle autour du golfe d'Uraba puis dans la région du Darién, sous l'effet de la colonisation espagnole.
Déjà utilisé antérieurement par des personnalités tel le sociologue Xavier Albó, le terme est adopté lors du IIe Sommet continental des peuples et nations autochtones d'Abya Yala, tenu à Quito en 2004, pour désigner le continent américain, au lieu de le nommer ainsi d'après Amerigo Vespucci comme on le fait depuis 1507 en suivant le cosmologiste Martin Waldseemüller.
Les mots Abya Yala signifient « terre dans sa pleine maturité », ou « terre généreuse ». Le leader autochtone aymara Takir Mamani, aussi connu sous le nom de Constantino Lima Chavez, a proposé que tous les peuples autochtones des Amériques nomment ainsi leurs terres d'origine, et utilisent cette dénomination dans leurs documents et leurs déclarations orales, arguant que « placer des noms étrangers sur nos villes, nos cités et nos continents équivaut à assujettir notre identité à la volonté de nos envahisseurs et de leurs héritiers. »

## Diffusion
Bien que les différents peuples autochtones qui habitent le continent attribuent leurs propres noms aux régions qu'ils occupent –Tawantinsuyu, Anauhuac, Pindorama–, l'expression Abya Yala est de plus en plus utilisée par eux dans le but de construire un sentiment d'unité et d'appartenance. Elle est aussi de plus en plus utilisée dans le monde francophone.